# インディアン航空257便墜落事故
インディアン航空257便墜落事故（インディアンこうくう257びんついらくじこ）は、1991年8月16日に発生した航空事故である。ネータージー・スバース・チャンドラ・ボース国際空港からインパール空港へ向かっていたインディアン航空257便（ボーイング737-2A8 Advanced）がインパール空港への降下中に墜落し、乗員乗客69人全員が死亡した。

## 飛行の詳細

### 事故機
事故機のボーイング737-2A8 Advanced（VT-EFL）は製造番号21497として1977年に製造され、同年11月17日に初飛行し、11月28日にインディアン航空に納入された。同機は1981年8月26日から1984年3月5日までの間インド空軍にリースされていた。エンジンはプラット・アンド・ホイットニー JT8D-17Aを搭載しており、離着陸回数は33,574回、総飛行時間は29,729時間であった。

### 乗員
機長は37歳の男性で、経験豊富なパイロットであり、1985年5月22日にインディアン航空に入社した。ボーイング737の他にフォッカー F27での飛行経験があった。1989年11月27日からボーイング737の機長を務めており、総飛行時間は3,783時間で、そのうち2,369時間（機長としては1,115時間）がボーイング737での飛行時間であった。
副操縦士は26歳の男性で、1989年2月24日にインディアン航空に入社した。総飛行時間は1,647時間で、そのうち1,397時間がボーイング737での飛行時間であった。
他4人の客室乗務員が搭乗していた。

## 事故の経緯
257便はコルカタ、インパール、ディマプル間を結ぶ便であった。257便は午後12時頃にコルカタを出発し、12時41分頃にインパール空港に向けて降下を開始した。当時の視界は7kmであった。12時45分過ぎ、高度1,500mでILSにより空港に進入していた257便との交信が途絶えた。257便はインパール空港から南西に約37km離れたダンジンヒルに墜落し、乗員乗客69人全員が死亡した。捜索と救助活動は事故現場の丘陵地やぬかるんだ地形、悪天候などの条件も相まって困難を極めた。

## 事故調査
事故原因は、運航計画及びILSのレットダウンチャートを遵守せずに高度10,000フィート（3,000m）まで早急に降下し、VOR上空の報告なしで往路に右旋回したことによって時間基準を喪失した機長のミスであるとされた。機長が現場の地形に慣れていたことがこのような行動を引き起こしたのではないかと推測されている。

## 事故後
インディアン航空は遺族に成人の乗客1人につき50万インドルピー、幼児の乗客1人につき25万インドルピーを支払った。